# Лященко, Пётр Владимирович
Пётр Владимирович Лященко (1886 г. — 1942 г.) — русский и советский учёный в области горного дела, доктор технических наук (1940 г.), профессор (1930 г.) Московской Горной академии и Московского горного института. Основоположник теории гравитационного обогащения, основатель советской научной школы гравитационного обогащения полезных ископаемых.

## Биография
Пётр Владимирович Лященко родился в 1886 году. После окончания Горного института в Петербурге (1912 г.) работал в 1912-16 гг. на золотых приисках в Восточной Сибири. В 1916 г. поступил на работу в проектное и исследовательское Бюро по обогащению полезных ископаемых, впоследствии преобразованное в институт «Механобр», где проработал до 1918 г. Для проведения комплекса важнейших работ по исследованию обогатимости ряда новых крупных месторождений углей, руд черных и цветных металлов в 1921 г. в Московской горной академии на горном факультете была создана кафедра обогащения полезных ископаемых, которую возглавил П. В. Лященко, создавший первую научно-педагогическую школу обогатителей.
С 1922 г. читал курс «Обогащение полезных ископаемых» в Московской горной академии. Проживал по адресу Пречистенская набережная, д. 5, кв. 15. В период 1930—1942 гг. возглавлял в Московском горном институте (сегодня – Горный институт НИТУ «МИСиС») кафедру обогащения угля, а затем кафедру механического обогащения. В 1930 г. получил звание профессора, в 1940 г. защитил докторскую диссертацию. Основные результаты своих исследований П. В. Лященко изложил в докторской диссертации на тему «Гравитационные методы обогащения» и опубликованной монографии с тем же названием. Первый учебник для вузов «Гравитационные методы обогащения» вышел в 1935 г. и был переиздан в 1940 г. В течение многих лет П. В. Лященко состоял членом МТС каменноугольной промышленности и постоянным консультантом в ряде научно-исследовательских и проектных организаций. Автор более 30 научных работ и двух изобретений.

## Научная деятельность
Является основателем современной теории гравитационных методов обогащения, создателем научной школы. Разработанная им теория, раскрывающая механизм образования и свойства взвесей, создаваемых в восходящем потоке с постоянной скоростью и методика расчета конечных скоростей падения зерен в свободных и стесненных условиях, на основе введенного им нового параметра (R2Y) («параметр Лященко»), получила широкое распространение в СССР и за рубежом. В настоящее время теория и методика Лященко являются классическими. На кафедре МГИ под его руководством были исследованы циклы отсадки и разработаны технологические схемы отсадки.
П. В. Лященко изучал закономерности движения минеральных частиц в струе воды, текущей по наклонной плоскости. Им была сформулирована гипотеза, согласно которой в восходящей струе воды взвеси из однородных по величине и плотности зерен распределяются, как жидкости, по относительным плотностям.
Идеи П. В. Лященко используются не только в обогащении полезных ископаемых, но и в химической технологии, теории движения жидкости в насосах, в вопросах сушки в кипящем слое и в других отраслях науки и техники.

## Избранные труды[7]
- Обогащение и размол фосфоритов и апатитов. [Текст] / Под ред. проф. П. В. Лященко, А. В. Казакова. — Москва; Грозный; Глав. ред. горнотопливной лит-ры, 1934
- Лященко, Петр Владимирович. Гравитационные методы обогащения [Текст]: (Мокрые процессы и воздушное обогащение): Утв. ГУУЗ’ом НКТП в качестве учеб. пособия для горных втузов / Проф. П. В. Лященко. — Москва; Ленинград: ОНТИ. Глав. ред. горно-топливной лит-ры, 1935
- Сепарирование сыпучих тел [Текст] / Сборник статей под ред. В. А. Басманова, Н. И. Сахарова и Н. Н. Ульриха; Общ. ред. проф. П. В. Лященко. — Москва; Ленинград: Изд-во Акад. наук СССР, 1937
- Лященко, Петр Владимирович. Гравитационные методы обогащения [Текст]: Утв. ВКВШ в качестве учебника для горных втузов / проф. П. В. Лященко. — [2-е, перер. изд.]. — Москва; Ленинград: Гостоптехиздат, 1940.